# Varv (vinkelenhet)
Varv är en vinkelenhet där en perigon (360° eller 2π radianer) är lika med 1 varv. Varv kan delas upp på många olika sätt: till halvvarv, kvartsvarv, centivarv, millivarv, binära vinklar, punkter et cetera.

## Matematiska konstanter
Ett (1) varv är ekvivalent med 2π (≈ 6,283185307179586) radianer.

Omkretsen av enhetscirkeln (vars radie är ett) är 2π.

## Omvandlare
| Enhet          | Värden | Värden | Värden | Värden | Värden | Värden | Värden | Värden | Värden | Värden | Värden | Värden | Värden |
| -------------- | ------ | ------ | ------ | ------ | ------ | ------ | ------ | ------ | ------ | ------ | ------ | ------ | ------ |
| Varv           | 0      | 1⁄24   | 1⁄12   | 1⁄10   | 1⁄8    | 1⁄6    | 1⁄5    | 1⁄4    | 1⁄3    | 2⁄5    | 1⁄2    | 3⁄4    | 1      |
| Radianer       | 0      | π⁄12   | π⁄6    | π⁄5    | π⁄4    | π⁄3    | 2π⁄5   | π⁄2    | 2π⁄3   | 4π⁄5   | π      | 3π⁄2   | 2π     |
| Grader         | 0°     | 15°    | 30°    | 36°    | 45°    | 60°    | 72°    | 90°    | 120°   | 144°   | 180°   | 270°   | 360°   |
| Gon (nygrader) | 0g     | 16⅔g   | 33⅓g   | 40g    | 50g    | 66⅔g   | 80g    | 100g   | 133⅓g  | 160g   | 200g   | 300g   | 400g   |